# Hidegindítás (rakétatechnika)

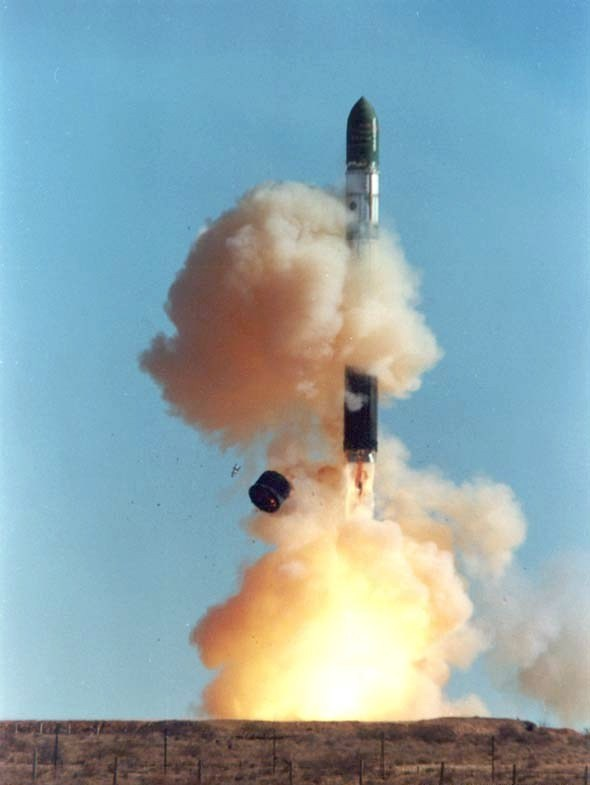
A kivont R–36M interkontinentális ballisztikus rakétákon alapuló Dnyepr hordozórakéta hidegindításos startja. A rakétától balra, alul megfigyelhető az első fokozat hajtóműveit az indítótubusból történő kivetést biztosító gázoktól védő szerkezet

A hidegindítás, vagy hidegstart rakétaindítási eljárás, melynek során a rakétát nagynyomású gáz segítségével kivetik a szállító-indító konténerből, majd a rakéta hajtóművei ezt követően a levegőben indulnak be. A rakéta kivetéséhez szükséges nagynyomású gázt lőporos gázgenerátor vagy gőzgenerátor segítségével állítják elő.
A rakéták hidegstartjának több előnye is van. Javítja a rakéta energetikai jellemzőit, az indulósebesség eléréséhez ugyanis nem a fedélzeti üzemanyagot használja fel. Emellett a rakéta beinduló hajtóművei kevésbé károsítják az indítóberendezést, valamint a gázelvezető rendszer hiánya miatt egyszerűbb konstrukciójú lehet az indítóberendezés.
Tengeralattjárók esetén a víz alól történő indításnál ez az egyetlen alkalmazott indítási eljárás.
A hidegstartot az 1970-es évektől alkalmazzák elterjedten. A szárazföldön elsősorban a mobil ballisztikus rakétáknál használják, de előfordul silóba telepített ballisztikus rakétáknál és légvédelmi rakétáknál (Pl. SZ–300) is ez az indítási mód. A Szovjetunióban több interkontinentális ballisztikus rakétánál is ezt az indítási módot használták. Az első ilyen szovjet rakéta az RT–20-as mobil indítóállású interkontinentális ballisztikus rakéta volt. Az Egyesült Államok szárazföldi telepítésű interkontinentális ballisztikus rakétái közül egyedül az LGM–118 Peacekeeper rakétáknál alkalmazták a hidegstartot.